# Amibocyte
Chez les éponges ou Porifères, les amibocytes sont des cellules qui ont une grande variété de fonctions et qui sont mobiles utilisant des pseudopodes. Les amibocytes se déplacent dans la couche gélatineuse (le mésoglée de l’éponge) et remplissent différentes fonctions : elles absorbent les aliments provenant des choanocytes, les digèrent et transportent les nutriments vers les autres cellules. Les amibocytes ont aussi un rôle dans la formation de fibres squelettiques résistantes, à l’intérieur de la mésoglée.

## Les amibocytes et la reproduction
- ces cellules jouent un rôle dans la reproduction sexuée, l'amibocyte se transforme en ova et la fécondation se fait par le sperme de l'éponge.
- ces cellules jouent aussi un rôle majeur dans la reproduction asexuée en étant utilisées par l'éponge pour constituer les gemmules